# Ádám Présinger
Dans le nom hongrois Présinger Ádám, le nom de famille précède le prénom, mais cet article utilise l’ordre habituel en français Ádám Présinger, où le prénom précède le nom.
Ádám Présinger, né le 26 janvier 1989, est un footballeur hongrois. Il joue au poste de défenseur gauche avec l'équipe hongroise de Lombard-Pápa TFC.

## Biographie

### En club
Ádám Présinger commence le football dans le club hongrois de Győr ETO FC en 2005. Il intègre le centre de formation et les équipes jeunes de MTK Hungária FC jusqu'en 2007 où il se fait prêter deuxième division hongroise à Integrál-DAC. Il y dispute 22 matchs pour 2 buts.
La saison suivant il retourne dans son club mais joue en équipe réserve de MTK Hungária FC, jusqu'en février 2009 où il est de nouveau prêter à Pecs Mecsek FC toujours en deuxième division hongroise pendant 5 mois.
En début de saison 2009-10, il est acheté 50 000 € par le club de Videoton, Ádám va enfin découvrir la Soproni Liga lors du match contre Budapest Honvéd le 15 août 2009, il est alors âgé de 20 ans.

### En équipe nationale
En 2005-2006, il est sélectionné tout au long de la saison avec l'équipe de Hongrie des moins de 17 ans pour participer Championnat d'Europe des moins de 17 ans, la Hongrie fait un bon parcours et arrive à se qualifier en phase finale mais termine troisième de son groupe, Ádám en comptant les qualifications joue huit matchs.
En 2007-2008, il est sélectionné avec l'équipe de Hongrie des moins de 19 ans pour participer Championnat d'Europe des moins de 19 ans, la Hongrie fait un bon parcours et arrive en demi-finale de la compétition, Ádám en comptant les qualifications joue sept matchs pour un but.
En 2009, Ádám participe à la Coupe du monde des moins de 20 ans en Égypte, il y dispute cinq matchs pour inscrire un but contre l'Afrique du Sud en match de poule. La Hongrie terminera troisième de la Coupe du monde.
Le 6 juin 2009, il honore sa première sélection avec les espoirs hongrois contre le Luxembourg Espoirs (3-0) pour les qualifications du Championnat d'Europe de football espoirs 2011. Il marque même un but lors de ce match.

## Palmarès

### En équipe

#### En sélection nationale
- Hongrie - 20 ans
  - Coupe du monde - 20 ans
    - Troisième : 2009.

## Carrière
| Saison      | Club              | Pays                        | Championnat        | Coupe nationale | Coupe continentale | Sélection Hongrie |
| ----------- | ----------------- | --------------------------- | ------------------ | --------------- | ------------------ | ----------------- |
| 2007-2008   | Integrál-DAC      | Deuxième Division hongroise | 22 matchs / 2 buts | ?               | -                  | -                 |
| 2008 - 2009 | MTK Hungária FC 2 | Deuxième Division hongroise | 14 matchs          | ?               | -                  | -                 |
| 2008 - 2009 | Pecs Mecsek FC    | Deuxième Division hongroise | 11 matchs / 1 but  | ?               | -                  | -                 |
| 2009-2010   | Videoton          | Soproni Liga                | 2 matchs / 1 but   | ?               | -                  | -                 |
| 2010-2011   | Vasas SC          | Soproni Liga                | 6 matchs / 0 but   | ?               | -                  | -                 |
| 2011-2012   | Lombard-Pápa TFC  | Soproni Liga                | 19 matchs / 1 but  | 1 match         | -                  | -                 |

Dernière mise à jour le 16 juin 2012